# Zgorzel bazaltowa
Zgorzel bazaltowa lub zgorzel słoneczna – nietypowy rodzaj rozpadu bazaltów, zaznaczający się pojawianiem jasnych, głównie szarych odbarwień w postaci plamek, a następnie pomiędzy nimi sieci drobnych spękań calizny, prowadzących do zniszczenia struktury skały. 
Zjawisko zgorzeli bazaltowej wywoływane jest przez nierównomierne rozmieszczenie drobnych kryształków analcymu tworzących się z resztkowego stopu w końcowej fazie krystalizacji. Związane z tym naprężenia powodują powstanie submikroskopowych spękań i szczelinek, powodujących zniszczenie spójności skały. Wypełnianie ich przez minerały wtórne wzmaga tempo dezintegracji skały. Na zjawiska te nakładają się dodatkowo procesy wietrzeniowe, a w niektórych przypadkach destrukcyjne oddziaływanie flory. Zgorzel obniża właściwości fizyko-mechaniczne kopaliny.